# Aatish Taseer
Aatish Taseer, né le 27 novembre 1980 a Royaume-Uni, est un écrivain et journaliste britannique. 

## Biographie
Il est le fils de la journaliste indien Tavleen Singh et de l'homme politique et homme d'affaires pakistanais Salman Taseer. 

### Jeunesse
Né à Londres de Salman Taseer et Tavleen Singh, Taseer a grandi à New Delhi avant de fréquenter la Kodaikanal International School, un pensionnat de Kodaikanal. Il a ensuite étudié au Amherst College du Massachusetts, où il a obtenu un double baccalauréat ès lettres en français et en sciences politiques en 2001. 

### Carrière
Taseer a travaillé pour le magazine Time et en tant que journaliste indépendant pour le magazine Prospect, The Sunday Times, The Sunday Telegraph, le Financial Times, le magazine TAR et Esquire. Les articles d'opinion de Taseer ont attiré à la fois l'attention et l'appréciation critique. David Goodhart a attiré l'attention sur l'article de Taseer sur le Pakistan féodal intitulé Voyages avec le roi de la mangue dans son article Les 10 articles les plus influents de Prospect. En 2010, il a écrit un article sur la controverse entourant l'éventuelle construction de la Ground Zero Mosque à Manhattan, test de tolérance pour New York. 
Depuis l'assassinat de son père le 6 janvier 2011, Taseer a écrit sur la situation au Pakistan qui a précédé et suivi l'incident. Ces articles tentent d'aller bien au-delà des événements immédiats entourant le meurtre de son père. Un article pour The Daily Telegraph publié deux jours seulement après, étend son point de vue sur l'incident, offrant une compréhension plus large de ce que tout cela signifie pour le Pakistan. 
Le 5 mai 2011, quelques jours après la mort d'Oussama Ben Laden, Taseer écrivit pour le Financial Times un article intitulé L'armée voyous du Pakistan dirige un État détruit. Ce fut l'un des premiers articles de journalisme à souligner le fait qu'Oussama ben Laden avait été tué dans une ville pakistanaise située dans le canton d'Abbassabad. Dans l'article, Taseer déclare simplement « qu'il a été retrouvé dans cette ville de garnison parce qu'il était l'invité de l'armée ». Il poursuit en soulignant l’importance, affirmant que la découverte de ce fait « représente le moment où perception et réalité ne font plus qu'un. Et quelle réalité effrayante c'est: une armée vaste et dotée d'armes nucléaires, exposée pour ne pas être seulement l'ennemi de la paix en Asie du Sud, mais probablement le sponsor et le protecteur ultime du terrorisme contre l'Occident ».  
Le 16 juillet 2011, le Wall Street Journal publiait un article provocant et quelque peu trompeur de la part de ses rédacteurs : Pourquoi mon père haïssait l'Inde. Bien que Taseer ait écrit en utilisant le dégoût de son père pour tout ce qui est indien comme exemple, ou métaphore, l'article tente d'expliquer une question beaucoup plus vaste - une question sur l'obsession apparemment malsaine du Pakistan pour l'Inde et vice versa. « Pour comprendre l'obsession pakistanaise de l'Inde, pour avoir une idée de sa particularité - son hystérie -, il est nécessaire de comprendre le rejet de l'Inde, de sa culture et de son passé, qui est au cœur de l'idée du Pakistan », a-t-il ajouté, « en l'absence d'une véritable identité nationale, le Pakistan se définissait par son opposition à l'Inde ». Comme on pouvait s'y attendre, l'article a déclenché une tempête de feu qui a consommé des forums de discussion sur Internet et a mis le feu à Twitter. L'article est resté le plus envoyé et le plus commenté sur le site Web du WSJ pendant des jours et à la fin du mois de juillet, il était de loin le plus envoyé par courrier électronique du mois. 
La controverse s'est propagée à la suite d'un échange sur Twitter entre le journaliste pakistanais Ejaz Haider et le député indien et ancien ministre de l'Union indienne et sous-secrétaire à l'ONU, Shashi Tharoor. Haider a écrit une chronique dans The Express Tribune intitulée Aatish's Personal Fire. Ejaz a déclaré que Taseer lui-même semblait souffrir d'une crise d'identité  accusant d'avoir utilisé « tout, sauf l'évier de la cuisine, pour construire une réalité soi-disant linéaire ». Son argument principal était que l'Inde - avec son armée massive déployée le long de sa frontière pakistanaise - ne laissait le Pakistan pas d'autre choix que d'être profondément préoccupé par chacun de ses mouvements. Tharoor s'est élevé à la défense d'Aatish Taseer; écrivant dans le Deccan Chronicle, dans un article intitulé Delusional liberals, il cite abondamment le texte original de Taseer et déclare en général « admirer les écrits du jeune homme » et avoir le sentiment de l'avoir fait « dans un langage à la fois vif [...] sincère et précis ». Les libéraux pakistanais s'étaient exposés à Haider, soulignant qu'il « n'y a pas et ne peut pas y avoir de menace indienne au Pakistan, simplement parce qu'il n'y a absolument rien du Pakistan que l'Inde veut ». Ejaz Haider a ensuite répondu avec force : « Comme tous les autres États du monde, le Pakistan est aussi un État intéressé et le reste du monde doit vivre avec ce fait ; troisièmement, nous n'avons pas l'intention de défenestrer nos militaires, même si nous continuons à leur donner des coups de pied pour leur faire obéir ; quatrièmement, nous n'avons pas besoin des conseils des autres pays, surtout que les experts indiens se sont mis en quatre lorsque Mme Indira Gandhi leur a donné une gifle pour la soumettre à une situation de deux ans. Nous avons vu pire sans abandonner ou céder. Merci ! » mais la controverse s'est éteinte après cette dernière salve. 

### Vie privée
Taseer partage son temps entre New Delhi et Londres. En 2016, il s'est marié avec Ryan Davis, qui est avocat à New York. Auparavant, il était en couple avec Lady Gabriella Windsor, fille du prince et de la princesse Michael du Kent qu'il avait rencontrée alors qu'elle était étudiante à l'université Brown, à Providence, dans le Rhode Island, et à l’Amherst College dans le Massachusetts.

## Travaux
Son premier livre intitulé Stranger to History: Le voyage d'un fils à travers des terres islamiques (2009), partie du carnet de voyage avec Taseer, a été traduit en plus de 14 langues et qualifié de « lecture indispensable » pour quiconque tente de comprendre le monde musulman,. La traduction bien reçue de Taseer des nouvelles de Saadat Hasan Manto tirées du texte original en ourdou, Manto: Selected Stories, a été publiée en 2008. 
- Histoires sélectionnées de Manto. Random House.  (ISBN 81-8400-049-9)
- Stranger to History: Le voyage d'un fils à travers les terres islamiques, McClelland & Stewart. 2009.  (ISBN 0-7710-8425-0).
- Traduit de l'anglais: Terra Islamica. Auf der Suche nach der Welt meines Vaters, traduit par Rita Seuß, Verlag CH Beck, Munich, 2009
- Les adeptes du temple, Viking. 2010.  (ISBN 978-0-670-91850-8).
- Midi, Faber & Faber aux États-Unis; par Picador en Inde et au Royaume-Uni. 2011.  (ISBN 978-0-86547-858-9).
- La manière dont les choses étaient, Pan Macmillan au Royaume-Uni et en Inde 2014,  (ISBN 9789382616337).
- Les deux fois nés: la vie et la mort sur le Gange (2019)

## Prix
- Sélection 2010 du prix Costa First Novel Award pour The Temple Goers[17],[18],[19],[20].